# Гібралтар (Вісконсин)
Гібралтар (англ. Gibraltar) — місто (англ. town) в США, в окрузі Дор штату Вісконсин. Населення — 1228 осіб (2020).

## Демографія
Згідно з переписом 2010 року, у місті мешкала 1021 особа в 473 домогосподарствах у складі 324 родин. Було 1597 помешкань
Расовий склад населення:
| - 96,0 % — білих - 0,2 % — азіатів - 2,5 % — осіб інших рас |

До двох чи більше рас належало 1,3 %. Частка іспаномовних становила 6,5 % від усіх жителів.
За віковим діапазоном населення розподілялося таким чином: 16,1 % — особи молодші 18 років, 55,0 % — особи у віці 18—64 років, 28,9 % — особи у віці 65 років та старші. Медіана віку мешканця становила 56,3 року. На 100 осіб жіночої статі у місті припадало 94,5 чоловіків;  на 100 жінок у віці від 18 років та старших — 95,2 чоловіків також старших 18 років.
Середній дохід на одне домашнє господарство  становив 89 279 доларів США (медіана — 68 000), а середній дохід на одну сім'ю — 96 582 долари (медіана — 80 000). Медіана доходів становила 51 979 доларів для чоловіків та 51 964 долари для жінок. За межею бідності перебувало 6,7 % осіб, у тому числі 15,3 % дітей у віці до 18 років та 0,0 % осіб у віці 65 років та старших.
Цивільне працевлаштоване населення становило 458 осіб. Основні галузі зайнятості: мистецтво, розваги та відпочинок — 24,0 %, роздрібна торгівля — 19,2 %, освіта, охорона здоров'я та соціальна допомога — 14,0 %, науковці, спеціалісти, менеджери — 12,4 %.